# Malcolm Arbuthnot

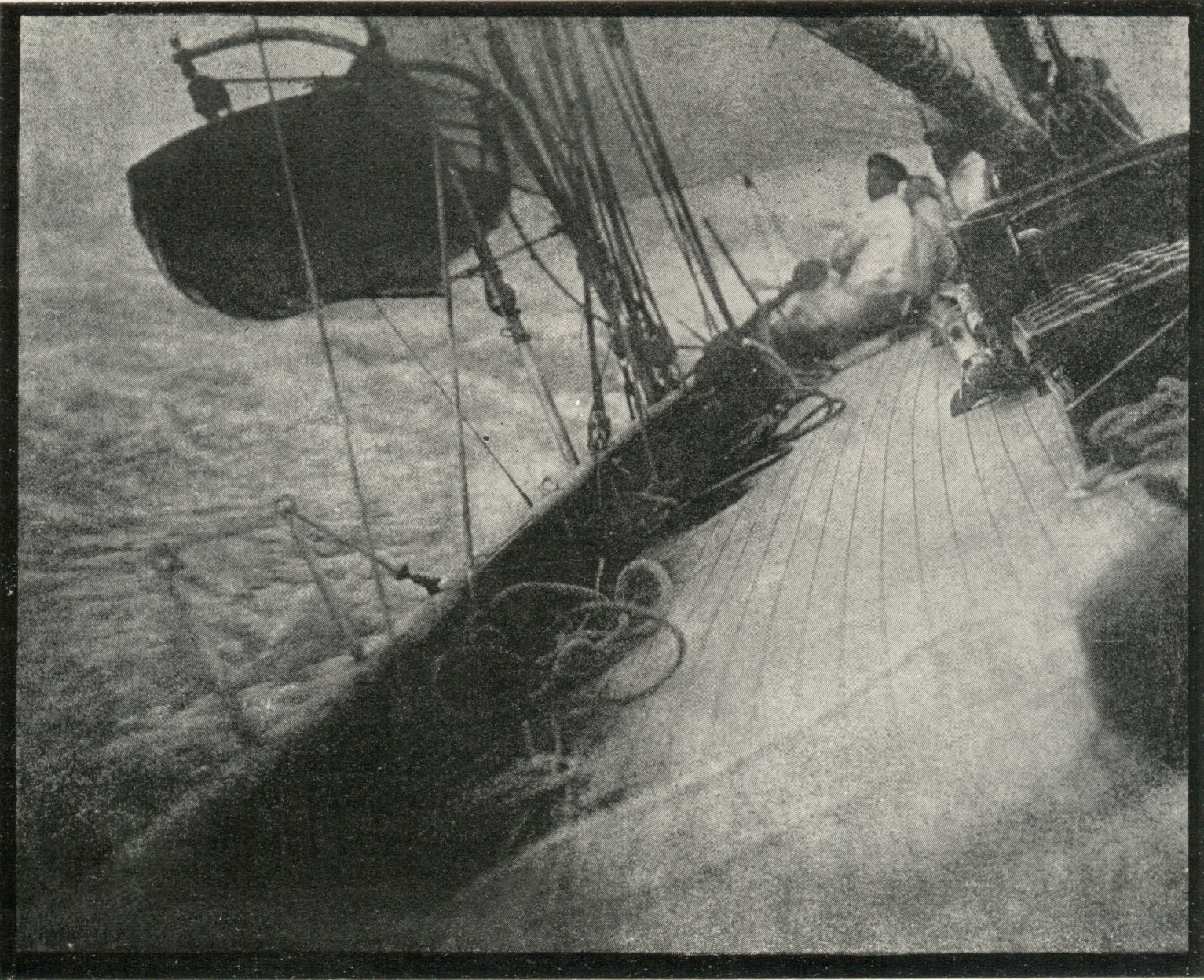
Malcolm Arbuthnot: To Leeward (Fotografie von der Brücke eines Segelschiffes mit starker Schlagseite) 1908

Malcolm Arbuthnot (* 1877 in Cobham, Surrey; † 27. März 1967) war ein britischer Fotograf, Bildhauer und Maler, der insbesondere durch seine Arbeit als Porträtfotograf der Oberschicht und britischer Prominenz bekannt ist.

## Leben

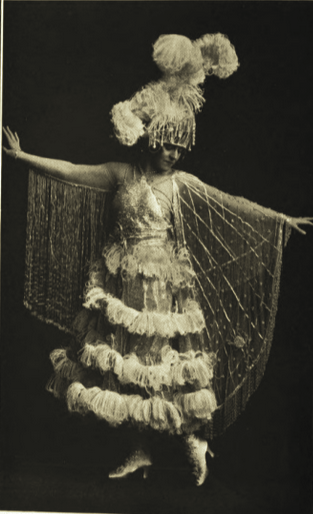
Malcolm Arbuthnot: Regine Flory (The Tatler, 1916)

Malcolm Arbuthnot wurde in Cobham als Malcolm Lewin Stockdale Parsons geboren. Malcolm Arbuthnot begann erst in seinen späten Dreißigern ernsthaft zu malen, war aber schon als junger Mann ein begeisterter Fotograf. Nachdem er von 1893 bis 1905 als Angestellter gearbeitet und in dieser Zeit seine fotografischen Fähigkeiten weiterentwickelt hatte, konnte er sich um 1906 ein eigenes Studio einrichten. Er arbeitete freiberuflich für Zeitungen wie die Illustrated London News und Sketch und wurde ein bekannter Porträtfotograf.
Malcolm Arbuthnot trat 1907 der Brotherhood of the Linked Ring bei, die 1892 von Künstlern gegründet worden war, die vom Ethos der Ausstellungen der Royal Photographic Society desillusioniert waren. Ziel der Bruderschaft war es, die naturalistische Fotografie als eigenständige Kunstform zu fördern. Doch schon bald nach seinem Eintritt in die Gesellschaft erregte Arbuthnot den Unmut der Mitglieder, da er experimentelle Kombinationen von Fotografie und Kunst entwickelte. Ab 1914 betrieb er in der Londoner New Bond Street ein Porträtstudio und fotografierte zahlreiche Berühmtheiten des frühen 20. Jahrhunderts, darunter die Schauspielerin Lillah McCarthy, die Pianistin Harriet Cohen, den Dichter Robert Nichols und den mit ihm befreundeten Dramatiker George Bernard Shaw. Im selben Jahr unterzeichnete er als einziger Fotograf das Manifest der Vortizismus-Bewegung, das in der ersten Ausgabe des Kunstmagazins BLAST veröffentlicht wurde. Sein Atelier und viele seiner Werke fielen später einem Brand zum Opfer.
Nach dem Ersten Weltkrieg gab er die Fotografie zugunsten der Malerei auf und schuf Ölgemälde, Aquarelle und Gouachen. Er war zweimal verheiratet, zuerst mit Daisy Goold, die wegen Ehebruchs mit dem Dichter John Gould Fletcher, den sie später heiratete, geschieden wurde. Eine Scheidungsvereinbarung mit Fletcher ermöglichte es Malcolm Arbuthnot, sein Porträtatelier in London zu eröffnen. Seine zweite Frau, Florence Annie Davison, war die Witwe von George Davison, einem millionenschweren Kodak-Investor, und ihr geerbtes Vermögen ermöglichte es dem Paar, sich 1931 nach Jersey zurückzuziehen.
Als Malcolm Arbuthnot in Frankreich lebte, stellte er einige Bronzen im Pariser Salon sowie in der Royal Academy, den Leicester Galleries und vielen anderen Museen aus. Er hatte Einzelausstellungen in London, einschließlich der Fine Art Society, und Ausstellungen nach seinem Tod wurden von der Grabowski Gallery und David Cross, Bristol, organisiert. Werke von Malcolm Arbuthnot befinden sich im Besitz des Victoria & Albert Museums und der Salford Art Gallery. Er lebte zuletzt in La Houle, Jersey.